# Givrins
Givrins je obec na jihozápadě Švýcarska v okrese Nyon v kantonu Vaud. Žije zde přibližně 1 000 obyvatel.

## Geografie
Givrins leží v nadmořské výšce 546 m, vzdušnou čarou 6 km severoseverozápadně od okresního města Nyon. Obec se rozkládá na jižním svahu dolní části Jury, východně od údolí Colline, v panoramatické poloze asi 170 metrů nad hladinou Ženevského jezera.
Území obce o rozloze 4,0 km² pokrývá část jižního svahu Jury. Území obce se rozkládá od severozápadu nejprve na mírně stoupajícím svahu v okolí obce a poté na zalesněném strmém svahu Côtes de Givrins až k okraji náhorní plošiny u Saint-Cergue. Zde se ve výšce 1020 m n. m. nachází nejvyšší bod Givrins. Západní hranici tvoří údolí potoka Colline, jehož pramenem je Combe de Créva Tsevau, strmé údolí pod Saint-Cergue. V roce 1997 bylo 12 % rozlohy obce pokryto zastavěnou plochou, 44 % lesy a lesními porosty, 43 % zemědělstvím a o něco méně než 1 % neproduktivní půdou.
Givrins zahrnuje několik velkých čtvrtí rodinných domů na okraji lesa nad obcí a také několik samostatných farem. Sousedními obcemi Givrins jsou Saint-Cergue, Trélex, Duillier, Genolier a Arzier-Le Muids.

## Historie
V obci byly objeveny stopy osídlení z doby římské a raně středověké pohřebiště. První písemná zmínka o obci pochází z roku 1154 pod názvem Geurins, později se objevují názvy Giuriacum (1155), Gyvrins (1387), Gevryn (1517) a Giurins. Název místa je pravděpodobně odvozen od burgundského osobního jména Giverius.
Givrins byl od středověku pod nadvládou rodu Genolier. Po dobytí Vaudu Bernem v roce 1536 přešel Givrins pod správu panství Nyon. Po pádu Staré konfederace patřila obec v letech 1798–1803 v období helvétského soustátí ke kantonu Léman, který byl poté po vstupu v platnost Ústavy o zprostředkování sloučen s kantonem Vaud. V roce 1798 byla přiřazena k okresu Nyon.

## Obyvatelstvo
| Rok            | 1764 | 1850 | 1900 | 1910 | 1930 | 1950 | 1960 | 1970 | 1980 | 1990 | 2000 |
| Počet obyvatel | 356  | 317  | 299  | 279  | 222  | 226  | 228  | 281  | 498  | 704  | 823  |

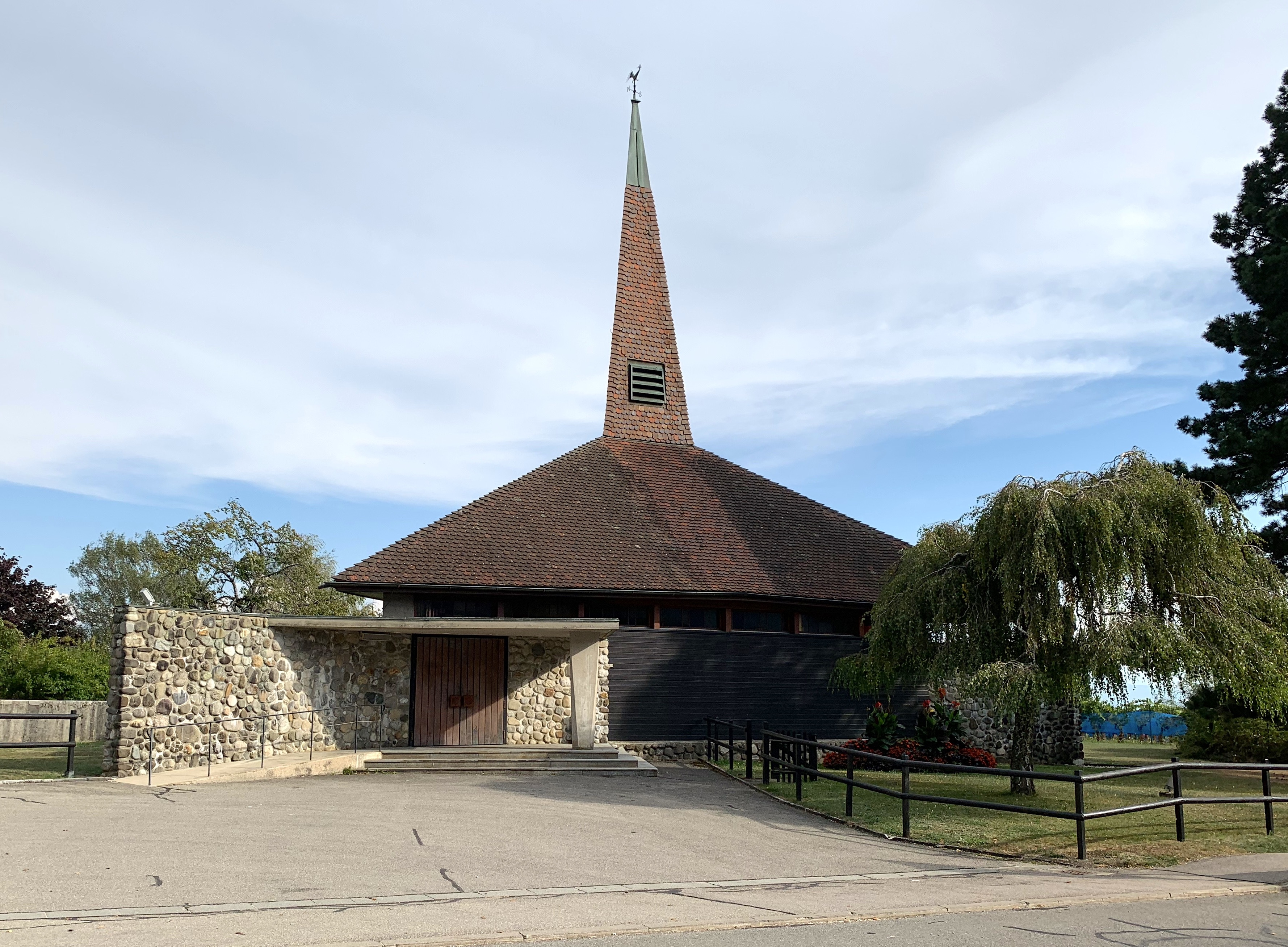
Kaple

Z celkového počtu obyvatel je 76,2 % francouzsky mluvících, 10,1 % anglicky mluvících a 10,0 % německy mluvících (stav v roce 2000). V roce 1850 měl Givrins 317 obyvatel a v roce 1900 299 obyvatel. Po roce 1960 (228 obyvatel) začal počet obyvatel rychle růst, během 40 let se zčtyřnásobil.

## Hospodářství
Až do druhé poloviny 20. století byla obec Givrins především zemědělskou obcí. Dnes se zemědělství soustřeďuje na ornou půdu na úpatí Jury, v nejnižší části obce se nachází malá vinice. Vzhledem k poměrně velkému podílu lesů má od 17. století význam také lesnictví. Další pracovní místa jsou v místním průmyslu a ve službách. V posledních desetiletích se obec díky své atraktivní poloze rozvinula v rezidenční obec. Mnoho pracujících dojíždí za prací především do Nyonu a Ženevy.

## Doprava

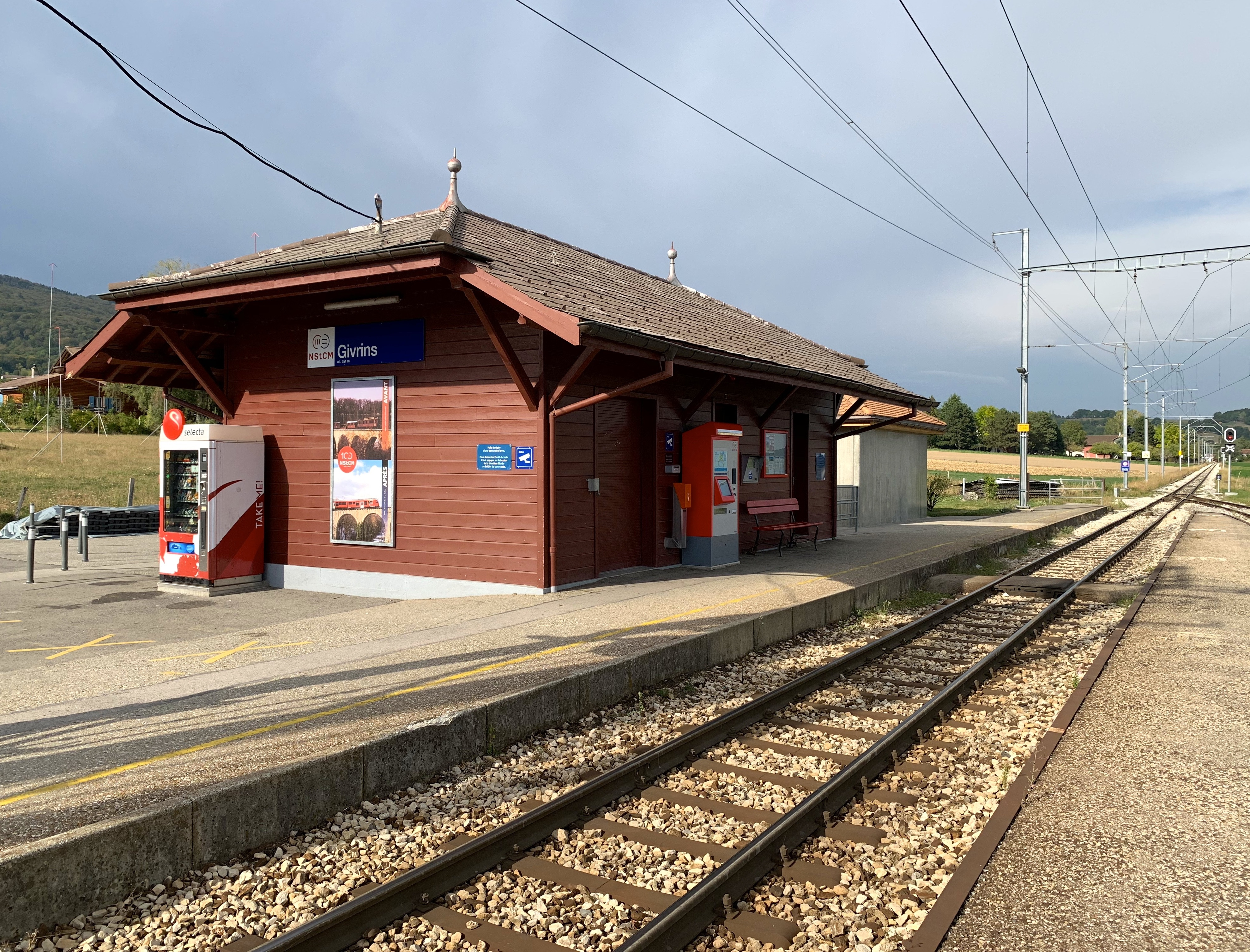
Železniční zastávka Givrins

Přestože se obec nachází mimo hlavní dopravní tepny, má dobré dopravní spojení. Dálniční křižovatka Nyon na dálnici A1 (Ženeva–Lausanne) je od obce vzdálena asi 4 km. Železniční trať Nyon – Saint-Cergue se stanicí v Givrins byla otevřena 12. července 1916.